# Achteck
Ein Achteck (auch Oktogon oder Oktagon, von lat. octogonum, octagonum, octagonon, von griech. ὀκτάγωνον oktágōnon) ist eine geometrische Figur und ein Vieleck (Polygon) mit acht Ecken und acht Seiten. Achtecke lassen sich, wie alle Polygone, die keine Dreiecke sind, in konvexe, konkave und überschlagene Achtecke einteilen. In Variationen wird dies näher beschrieben und im Anschluss daran das regelmäßige Achteck ausführlich dargestellt.

## Variationen

Bild 6
Putnam-Achteck nach Umordnung der Teildreiecke

Bild 5
Putnam-Achteck mit Umkreis

Das Achteck ist darstellbar als:

Bild 2
Oben: konkaves Achteck
Unten: überschlagenes Achteck

Bild 1
Unregelmäßiges Achteck

- konvexes Achteck, in dem alle Innenwinkel kleiner als 180° sind. Ein konvexes Achteck kann regelmäßig (Einleitungsbild) oder unregelmäßig (Bild 1) sein.

- Das regelmäßige Achteck ist bestimmt durch acht Punkte auf einem virtuellen oder realen Kreis. Die benachbarten Punkte haben zueinander stets den gleichen Abstand und sind mittels aneinandergereihten Strecken, auch Seiten oder Kanten genannt, verbunden.

- konkaves Achteck (Bild 2), in dem mindestens ein Innenwinkel größer als 180° ist.
- überschlagenes Achteck (Bild 2): Ein überschlagenes Achteck kann regelmäßig oder unregelmäßig sein.

Bild 4
Sehnenachteck

Bild 3
Regelmäßiges überschlagenes Achteck,
Stern

- Das regelmäßige überschlagene Achteck (Bild 3) ergibt sich, wenn beim Verbinden der acht Eckpunkte jedes Mal mindestens einer übersprungen wird und die somit erzeugten Sehnen gleich lang sind. Notiert werden solche regelmäßigen Sterne mit Schläfli-Symbolen {\displaystyle \left\{n/k\right\}}, wobei {\displaystyle n} die Anzahl der Eckpunkte angibt und jeder {\displaystyle k}-te Punkt verbunden wird.

Es gibt nur einen regelmäßigen Achtstrahlstern, auch Achterstern oder Oktogramm genannt.
Die „Sterne“ mit den Symbolen {8/2} und {8/6} sind Quadrate. Legt man diese zwei Quadrate mit ihren Achs- und Diagonallinien übereinander und dreht sie anschließend relativ zueinander um 45°, siehe die weißen Dreiecke im Stern, ergibt sich ein Achtort.
- Sehnenachteck (Bild 4), in dem alle Ecken auf einem gemeinsamen Umkreis liegen, aber die Seitenlängen möglicherweise ungleich sind.

Ein besonderes Sehnenachteck ist das sog. Putnam-Achteck, das 1978 in der William Lowell Putnam Competition, einem bedeutenden Mathematikwettbewerb in den USA, als Aufgabe präsentiert wurde. Es besitzt vier aufeinanderfolgende Seiten der Längenmaßzahl 3 und weitere vier aufeinanderfolgende Seiten der Längenmaßzahl 2 (Bild 5). Seine Flächenmaßzahl beträgt nach Umordnung der Teildreiecke und Anwendung des Satzes des Pythagoras (Bild 6)
{\displaystyle (2\cdot {\sqrt {2}}+3)^{2}-4\cdot {\frac {1}{2}}\cdot \left({\sqrt {2}}\right)^{2}=12\cdot {\sqrt {2}}+13}.

## Regelmäßiges Achteck

### Formeln
| Mathematische Formeln zum regelmäßigen Achteck | Mathematische Formeln zum regelmäßigen Achteck                                                               | Mathematische Formeln zum regelmäßigen Achteck |
| ---------------------------------------------- | --- | ---------------------------------------------- |
| Zentriwinkel                                   | {\displaystyle \alpha ={\frac {360^{\circ }}{8}}=45^{\circ }}                                                | regelmäßiges Achteck mit dessen Größen         |
| Innenwinkel                                    | {\displaystyle \delta =180^{\circ }-\alpha =135^{\circ }}                                                    | regelmäßiges Achteck mit dessen Größen         |
| Inkreisradius                                  | {\displaystyle r_{i}={\frac {1+{\sqrt {2}}}{2}}\cdot a\approx 1{,}207\cdot a}                                | regelmäßiges Achteck mit dessen Größen         |
| Umkreisradius                                  | {\displaystyle r_{u}={\frac {1}{2}}\cdot {\sqrt {4+2{\sqrt {2}}}}\cdot a\approx 1{,}307\cdot a}              | regelmäßiges Achteck mit dessen Größen         |
| Radiusverhältnis                               | {\displaystyle {\frac {r_{i}}{r_{u}}}={\frac {1}{2}}{\sqrt {2+{\sqrt {2}}}}\approx 0{,}92388}                | regelmäßiges Achteck mit dessen Größen         |
| Länge der Diagonalen                           | {\displaystyle d_{1}=2\cdot r_{\mathrm {u} }={\sqrt {4+2{\sqrt {2}}}}\cdot a\approx 2{,}613\cdot a}          | regelmäßiges Achteck mit dessen Größen         |
| Länge der Diagonalen                           | {\displaystyle d_{2}=2\cdot r_{\mathrm {i} }=(1+{\sqrt {2}})\cdot a\approx 2{,}414\cdot a}                   | regelmäßiges Achteck mit dessen Größen         |
| Länge der Diagonalen                           | {\displaystyle d_{3}={\sqrt {2}}\cdot r_{\mathrm {u} }={\sqrt {2+{\sqrt {2}}}}\cdot a\approx 1{,}848\cdot a} | regelmäßiges Achteck mit dessen Größen         |
| Flächeninhalt                                  | {\displaystyle A=(2+2\cdot {\sqrt {2}})\cdot a^{2}\approx 4{,}828\cdot a^{2}}                                | regelmäßiges Achteck mit dessen Größen         |
| Flächeninhalt                                  | {\displaystyle A=2\cdot {\sqrt {2}}\cdot r_{\mathrm {u} }^{2}\approx 2{,}828\cdot r_{\mathrm {u} }^{2}}      | regelmäßiges Achteck mit dessen Größen         |

### Flächenberechnung
Zerlege das regelmäßige Achteck in 8 gleichschenklige Dreiecke. Der von deren Schenkeln eingeschlossene Winkel beträgt 360°/8 = 45°. Die beiden Basiswinkel des Dreieckes betragen je 67,5°. Die Höhe halbiert das gleichschenklige Dreieck. Es entsteht durch Einzeichnen der Höhe ein rechtwinkliges Dreieck mit den Winkeln 67,5°, 22,5° und 90°. Folgende Lösungsansätze gehen von diesem rechtwinkligen Dreieck aus, dabei gilt:
- {\displaystyle a} ist die Seitenlänge des Achtecks.
- {\displaystyle a'} ist die halbe Seitenlänge des Achtecks.
- {\displaystyle r_{\mathrm {i} }} ist der Radius des Inkreises.
- {\displaystyle r_{\mathrm {u} }} ist der Radius des Umkreises.
- {\displaystyle A} ist der Flächeninhalt des Achtecks.
- {\displaystyle A'} ist der Flächeninhalt des rechtwinkligen Dreiecks.

Gegeben sei der Radius {\displaystyle r_{\mathrm {i} }} des Inkreises:
Der gesuchte Schenkel (Gegenkathete zum spitzen Winkel) lässt sich durch den Tangens von 22,5° ermitteln:
{\displaystyle a'=r_{\mathrm {i} }\cdot \tan 22{,}5^{\circ }}
Den Flächeninhalt des rechtwinkligen Dreiecks erhält man durch
{\displaystyle A'={\frac {a'\cdot r_{\mathrm {i} }}{2}}={\frac {(r_{\mathrm {i} }\cdot \tan 22{,}5^{\circ })\cdot r_{\mathrm {i} }}{2}}={\frac {r_{\mathrm {i} }^{2}\cdot \tan 22{,}5^{\circ }}{2}}}
Das gleichschenklige Dreieck hat die doppelte Fläche des rechtwinkligen Dreiecks, das Achteck die achtfache Fläche des gleichschenkligen Dreiecks:
{\displaystyle A=2\cdot 8\cdot A'=16\cdot \left({\frac {r_{\mathrm {i} }^{2}\cdot \tan 22{,}5^{\circ }}{2}}\right)=8\cdot r_{\mathrm {i} }^{2}\cdot \tan 22{,}5^{\circ }}
Gegeben sei die Seitenlänge {\displaystyle a} des Achtecks:
Analog zur obigen Betrachtung lässt sich der Radius {\displaystyle r_{\mathrm {i} }} des Inkreises mit Hilfe des Tangens von 22,5° ermitteln, {\displaystyle a'} sei die Hälfte von {\displaystyle a}:
{\displaystyle r_{\mathrm {i} }={\frac {a'}{\tan 22{,}5^{\circ }}}}
Die Flächeninhalt des rechtwinkligen Dreiecks erhält man durch
{\displaystyle A'={\frac {a'\cdot r_{\mathrm {i} }}{2}}={\frac {a'^{2}}{2\cdot \tan 22{,}5^{\circ }}}}
Setzt man {\displaystyle A'} in die Formel für die Gesamtfläche ein, erhält man
{\displaystyle A=8\cdot 2\cdot A'=16\cdot {\frac {a'^{2}}{2\cdot \tan 22{,}5^{\circ }}}={\frac {8\cdot a'^{2}}{\tan 22{,}5^{\circ }}}={\frac {2\cdot a^{2}}{\tan 22{,}5^{\circ }}}}
Gegeben sei der Radius {\displaystyle r_{\mathrm {u} }} des Umkreises:
Das Verhältnis {\displaystyle a'} zu {\displaystyle r_{\mathrm {u} }} entspricht dem Sinus des spitzen Winkels:
{\displaystyle a'=r_{\mathrm {u} }\cdot \sin 22{,}5^{\circ }}
Der Radius {\displaystyle r_{\mathrm {i} }} des Inkreises beträgt
{\displaystyle r_{\mathrm {i} }={\frac {a'}{\tan 22{,}5^{\circ }}}={\frac {r_{\mathrm {u} }\cdot \sin 22{,}5^{\circ }}{\tan 22{,}5^{\circ }}}=r_{\mathrm {u} }\cdot \cos 22{,}5^{\circ }}
Die Flächeninhalt des rechtwinkligen Dreiecks erhält man durch
{\displaystyle A'={\frac {a'\cdot r_{\mathrm {i} }}{2}}={\frac {r_{\mathrm {u} }^{2}\cdot \sin 22{,}5^{\circ }\cdot \cos 22{,}5^{\circ }}{2}}}
Setzt man {\displaystyle A'} in die Formel für die Gesamtfläche ein, erhält man
{\displaystyle A=8\cdot 2\cdot A'=16\cdot \left({\frac {r_{\mathrm {u} }^{2}\cdot \sin 22{,}5^{\circ }\cdot \cos 22{,}5^{\circ }}{2}}\right)=8\cdot r_{\mathrm {u} }^{2}\cdot \sin 22{,}5^{\circ }\cdot \cos 22{,}5^{\circ }}
bzw. mit den Additionstheoremen für die Winkelfunktionen
{\displaystyle A=4\cdot r_{\mathrm {u} }^{2}\cdot \sin 45^{\circ }}

### Geometrische Konstruktionen

#### Bei gegebenem Umkreis

Achteck, konstruiert aus einem Quadrat, Umkreisdurchmesser durch Diagonale vorgegeben

Konstruktion eines regelmäßigen Achtecks bei gegebenem Umkreis

Konstruieren kann man ein regelmäßiges Achteck, indem man bei einem Quadrat die Symmetrieachsen mithilfe der Mittelsenkrechten {\displaystyle M_{\mathrm {S} }} konstruiert und deren Schnittpunkte mit dem Umkreis, mit den Ecken des Quadrats verbindet.
Eine Alternative zeigt die nebenstehende Animation.

#### Bei gegebener Seitenlänge

Konstruktion eines regelmäßigen Achtecks bei gegebener Seitenlänge, siehe Animation.

Die Konstruktion ist nahezu gleich der des regelmäßigen Sechzehnecks bei gegebener Seitenlänge.
Zuerst werden die beiden Endpunkte der Seitenlänge {\displaystyle a} mit {\displaystyle A} und {\displaystyle B} bezeichnet. Beide sind Eckpunkte des entstehenden Achtecks. Es folgen ein Kreisbogen mit dem Radius {\displaystyle a} um den Punkt {\displaystyle B} und ein zweiter mit gleichem Radius um den Punkt {\displaystyle A}, dabei ergeben sich die beiden Schnittpunkte {\displaystyle I} und {\displaystyle J}. Es geht weiter mit der Halbgeraden ab {\displaystyle I} durch {\displaystyle J} und dem Zeichnen einer Parallelen zu {\displaystyle {\overline {IJ}}} ab dem Punkt {\displaystyle B}, die den Kreisbogen um {\displaystyle B} in {\displaystyle K} schneidet. Nun wird der Punkt {\displaystyle K} mit {\displaystyle A} verbunden, dabei entsteht der Schnittpunkt {\displaystyle L}. Anschließend wird die Halbgerade ab {\displaystyle B} durch {\displaystyle L} gezogen, dabei schneidet sie die Halbgerade ab {\displaystyle I} in {\displaystyle M}. Somit ist der Mittelpunkt {\displaystyle M} des entstehenden Achtecks bestimmt. Die zweite Halbgerade ab {\displaystyle A} durch {\displaystyle M} führt zum Zentriwinkel {\displaystyle 45^{\circ }}. Nach dem Einzeichnen des Umkreises um {\displaystyle M} und durch {\displaystyle A} ergeben sich die Ecken {\displaystyle C,E,F} und {\displaystyle H} des Achtecks. Jetzt die zwei noch fehlende Seitenlängen {\displaystyle a} auf den Umkreis abtragen, sie ergeben die Ecken {\displaystyle D} und {\displaystyle G}, und abschließend die benachbarten Ecken zu einem fertigen Achteck miteinander verbinden.
Der Mittelpunktswinkel {\displaystyle \mu } mit der Winkelweite {\displaystyle 45^{\circ }} ergibt sich aus den ähnlichen Dreiecken {\displaystyle \Delta BLA\sim \Delta ABM:}
{\displaystyle \mu =\angle {BAL}=\angle {AMB}=45^{\circ }.}

### Parkettierungen mit regelmäßigen Achtecken
Eine bestimmte archimedische Parkettierung enthält regelmäßige Achtecke und Quadrate. Diese Parkettierung ist periodisch, drehsymmetrisch und translationssymmetrisch und enthält ausschließlich regelmäßige Polygone.

Archimedische Parkettierung mit regelmäßigen Achtecken und Quadraten

### Polyeder mit regelmäßigen Achtecken
Einige Polyeder haben regelmäßige Achtecke als Seitenflächen, zum Beispiel der Hexaederstumpf und das Große Rhombenkuboktaeder. Die genannten Polyeder sind archimedische Körper.

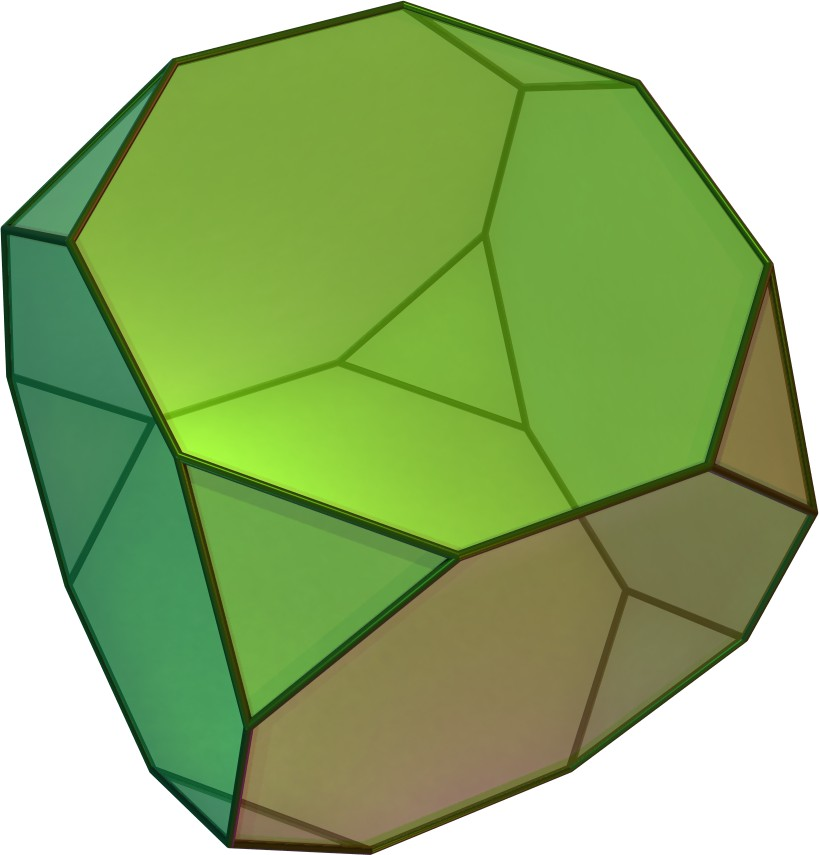
Hexaederstumpf
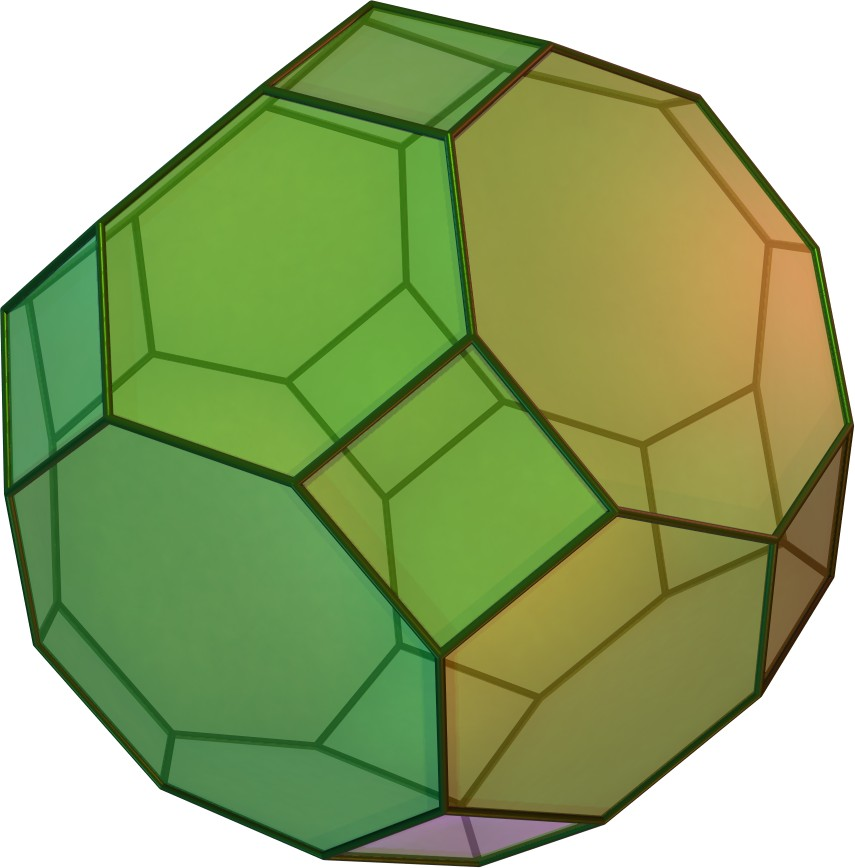
Großes Rhombenkuboktaeder

### Vorkommen

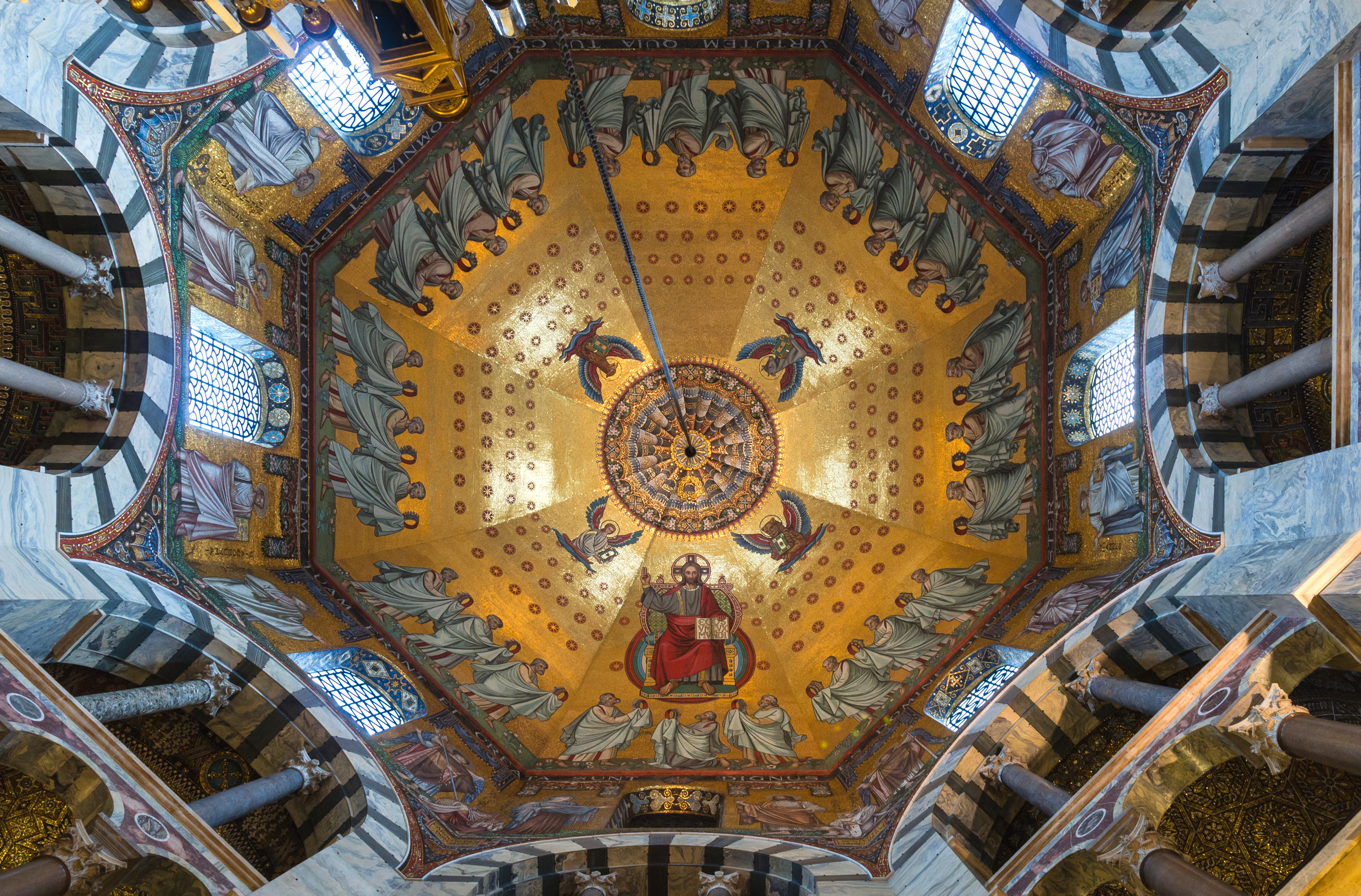
Oktogon (Architektur)
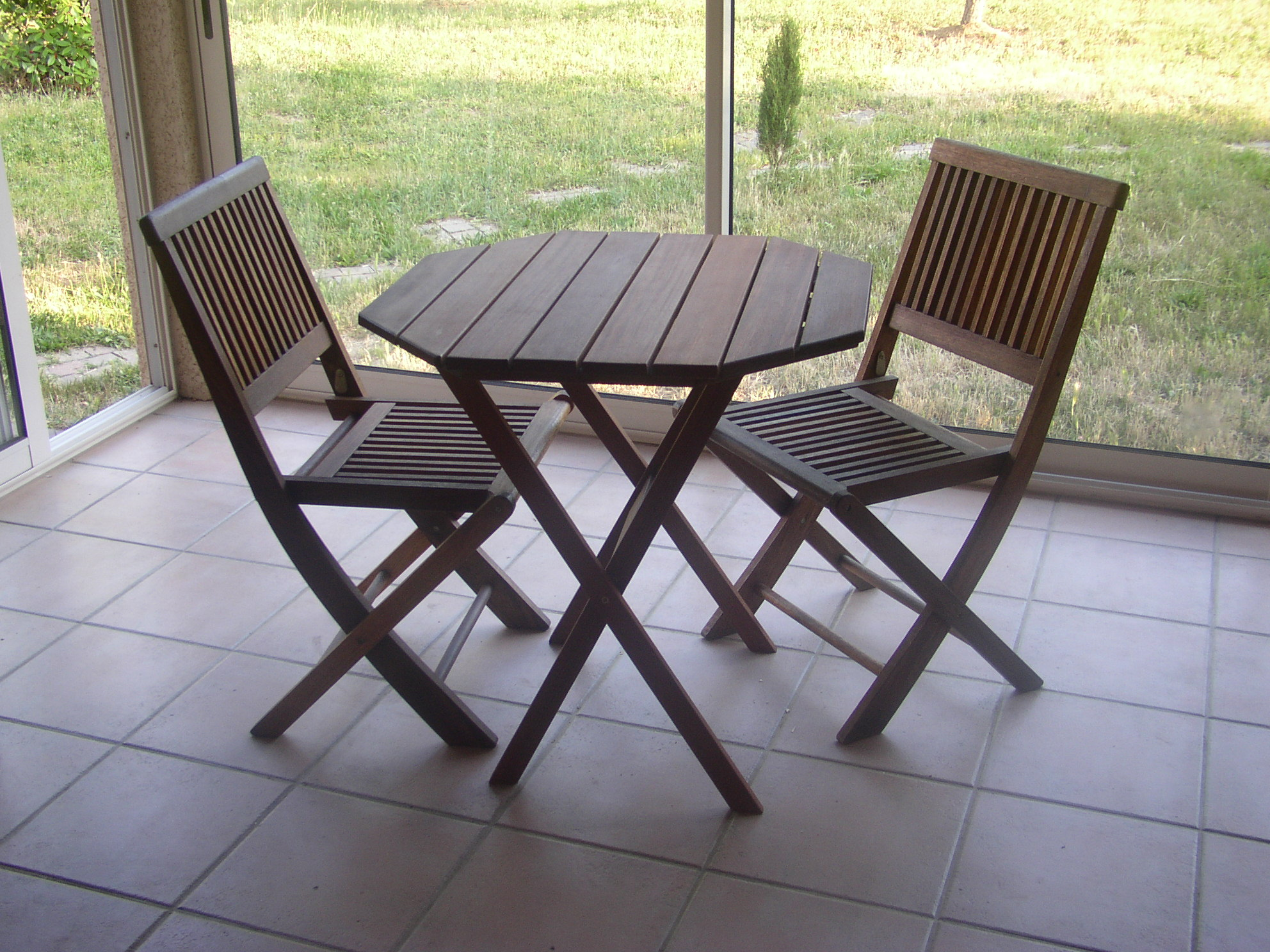
Gartentisch
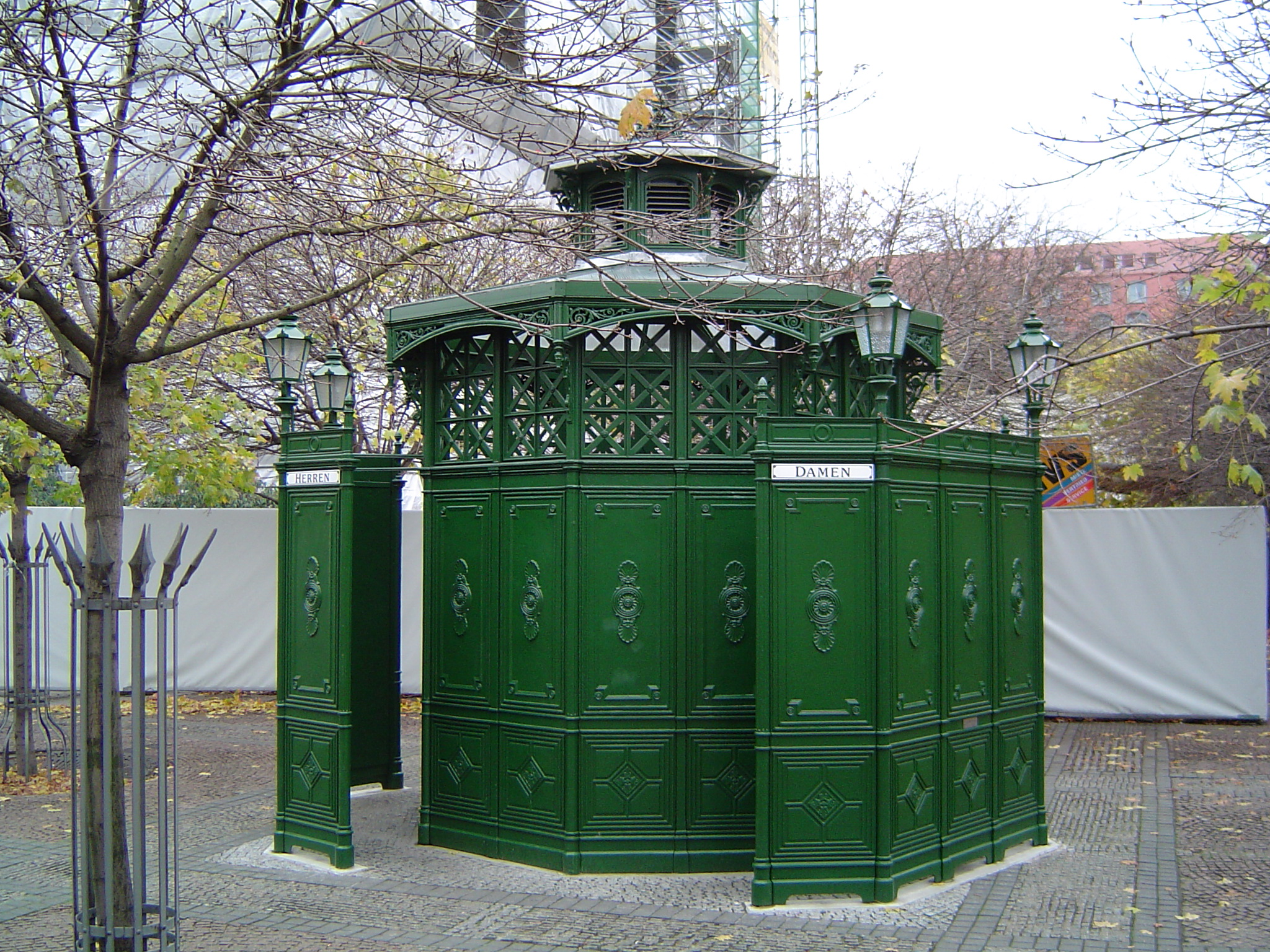
Café Achteck
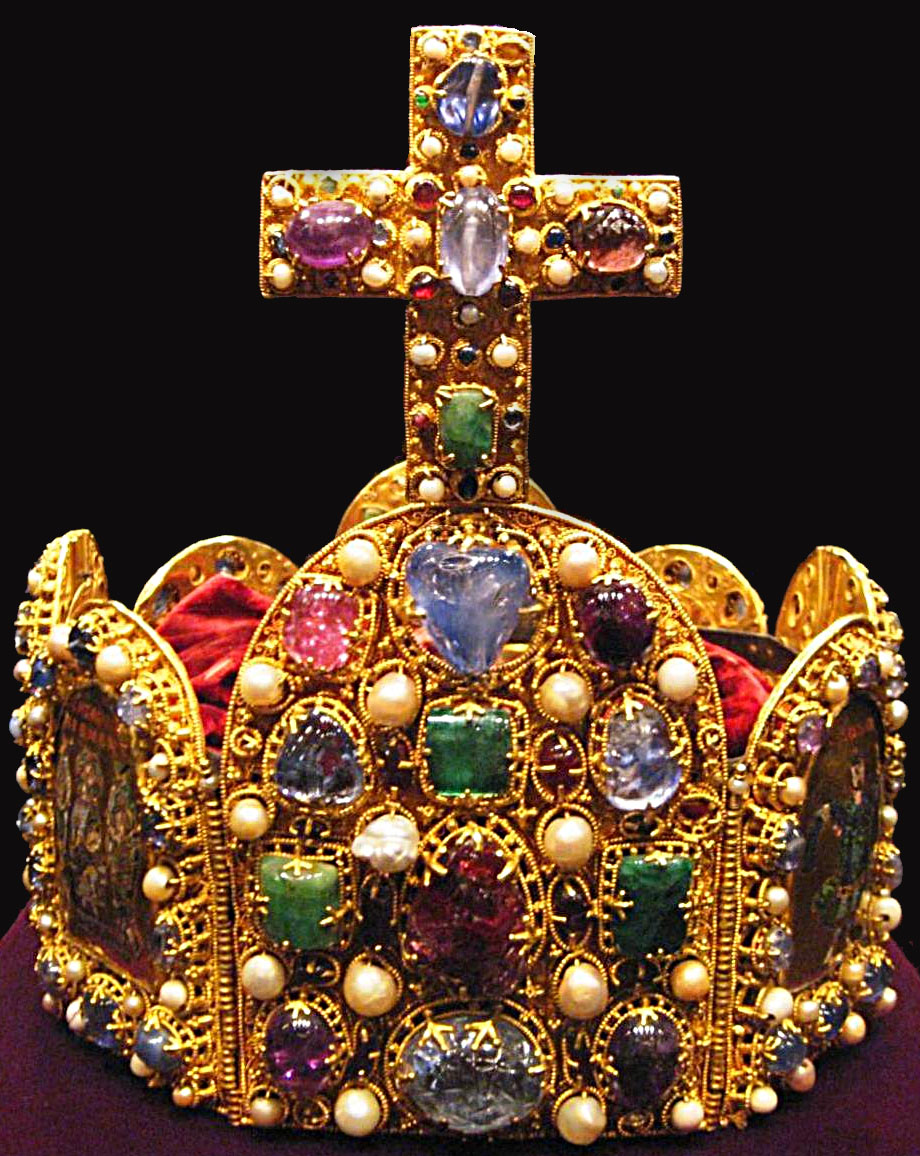
Reichskrone in der Wiener Schatzkammer
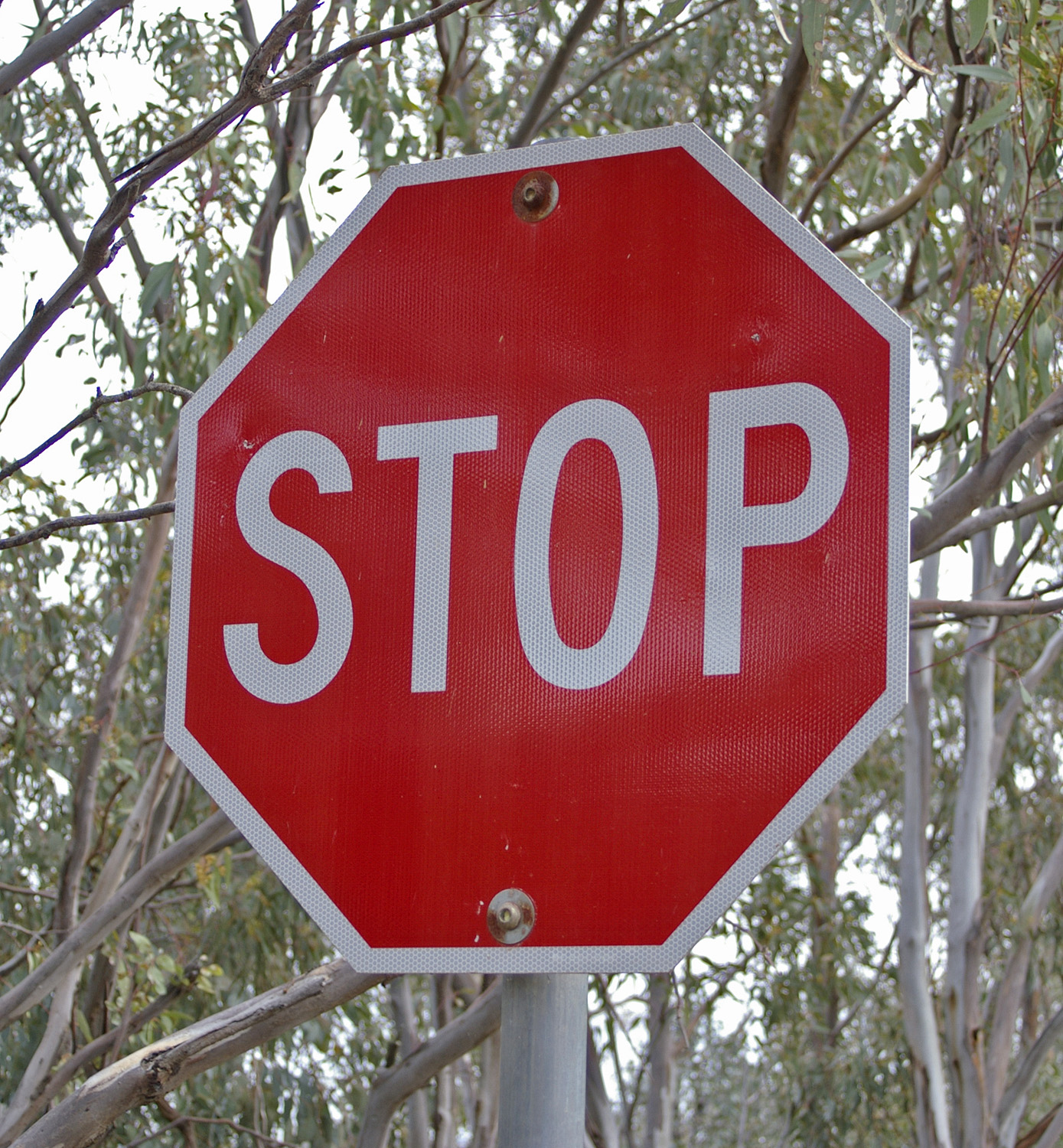
Stoppschild